# دکتر جکیل و خواهر هاید
دکتر جکیل و خواهر هاید (به انگلیسی: Dr. Jekyll and Sister Hyde) فیلمی محصول سال ۱۹۷۱ و به کارگردانی روی وارد بیکر است. در این فیلم بازیگرانی همچون رالف بیتس، مارتین بسویک، جرالد سیم، سوزان برودریک، دروتی آلیسون ایفای نقش کرده‌اند.

## خلاصه داستان
دکتر هنری جکیل زندگی خود را وقف درمان همه بیماریهای شناخته شده می‌کند. با این حال، دوست او، پروفسور رابرتسون اظهار می‌دارد که آزمایش‌های جکیل مدت زیادی طول می‌کشد تا به تیجه برسد و تا آن زمان او مرده‌است. جکیل که از این حرفها ناراحت شده‌است تحقیقات خود را متوقف می‌کند و با استفاده از هورمون‌های زنانه برگرفته از قربانیان قتل‌های قتل‌های بورک و هر، به جستجوی اکسیر زندگی مورد نظرش می‌پردازد و استدلال می‌کند که این هورمون‌ها به او کمک می‌کنند تا زندگی خود را طولانی کند زیرا زنان به‌طور سنتی بیشتر از مردان زندگی می‌کنند. پس از مخلوط کردن هورمونهای زنانه به یک سرم و نوشیدن آن، نه تنها شخصیت جکیل تغییر می‌کند بلکه موجب تغییر جنسیت او نیز می‌شود، این ماده جکیل را به یک زن زیبا اما شیطان تبدیل می‌کند. جکیل او را به دیگران با نام خانم ادوینا هاید معرفی می‌کند و می‌گوید که او خواهر بیوه اش است که برای زندگی با او آمده‌است.
جکیل به زودی متوجه می‌شود که برای حفظ تأثیر سرم نیاز به تأمین منظم هورمونهای زنانه دارد و این امر قتل دختران جوان را ضروری می‌کند. او تصمیم می‌گیرد تا امور را به دست خود بگیرد و قتل‌های منتسب به جک ریپر را مرتکب شود. جکیل از این موضوع متنفر است، اما خانم هاید با شروع کنترل فکرش، او را اغوا می‌کند و مجبور به انجام کارهای دلخواه خودش می‌کند و سپس پروفسور رابرتسون را به قتل می‌رساند.
در گذر زمان هرچه خانم هاید قدرتمندتر می‌شود، این دو شخصیت برای تسلط خودشان شروع به مبارزه با یکدیگر می‌کنند. حتی جکیل ناخودآگاه به جای لباس شخصی خود، لباس خانم هاید را از کمد لباس درمی‌آورد و می‌فهمد که دیگر نیازی به نوشیدن سرم برای تغییر شکل‌دادن ندارد. سوزان زن مورد علاقه جکیل است اما به خاطر تغییر شکل‌های ناگهانی اش نمی‌تواند با او به‌طور مستمر با او در ارتباط باشد با این حال، روحیه شرور خانم هاید تصمیم می‌گیرد که خون بی گناه و خالص سوزان را بریزد این همان چیزی است که او برای به سرانجام رساندن جسمش به آن نیاز دارد و این منجر به تقابل درونی جکیل و هاید می‌شود و…